# 5377 Komori
5377 Komori (1991 FM) là một tiểu hành tinh vành đai chính được phát hiện ngày 17 tháng 3 năm 1991 bởi S. Otomo và Muramatsu ở Kiyosato.